# Тальхайм (Хорб)
Тальхайм — населённый пункт в Германии, входит в состав округа Хорб-ам-Неккар на земле Баден-Вюртемберг.
Населённый пункт Тальхайм (в 2011 году около 2600 жителей) расположен в долине ручья Штайнах на северной окраине Хорба, на переходе к Шварцвальду.

## История
В 782 году посёлок Дальхайм впервые упоминается в документах. Однако, как доказывают археологические находки, люди должны были поселиться здесь еще в период Гальштата. В средние века посёлок был разделен из-за раздела по наследству в семье местных дворян Кехлеров Швандорфских на Обертальхайм и Унтертальхайм — верхний и нижний Тальхайм.
Голод, чума, грабежи и последствия наполеоновских войн наложили свой след на демографию поселений. Особенно голодные годы 1846/47 заставили многих уехать из Тальхайма в Америку.
Тальхайм не пострадал в Первой и Второй мировых войнах — по крайней мере, ущерб не известен.
Сельскохозяйственная деятельность была доминирующей здесь до в середины XX века. Примерно с 1950-х годов главным источником доходов населения стала индустрия, такие предприятия как Daimler в Зиндельфингене, а также в IBM и HP в Бёблингене или Fischerwerke в Вальдахтале.
В ходе муниципальной реформы в 1970-х годах оба посёлка были включены в состав окружного центра Хорб-на-Неккаре а в 2004 году были объединены в Тальхайм.

## Инфраструктура
- общественный центр (с 1999 года) с ратушей
- начальные школы
- евангелическая церковь
- две католические церкви
- спортивный зал
- магазины

В настоящее время открыт строительный участок Барбель-Запад, который соединяет два населенных пункта бывшие Обер и Унтертальхайм.

## Религия
В деревне Тальхайм есть два католических приходских центра, принадлежащих деканату Фройденштадта:
- Католическая церковь Св. Мартина, завершена в 1979 году
- Костёл Святого Михаила и Лаврентия, построен в 1835 году.

Вместе с соседней общиной Хайтербах Тальхайм формирует протестантское пастырское отделение с собственным общественным центром в Тальхайме (община Тальхайм)

## Личности
- Питер Алоис Грац (* 17. Август 1769 г. в Миттельберге; † 1. Ноябрь 1849 в Дармштадте), католический библеист, 1795—1819 пастор Унтертальхейма.
- Феликс Мессершмид (* 14. Ноябрь 1904 года в Унтертальхейме близ Хорба; † 15. Март 1981 г. в Мюнхене), учитель истории и музыки, педагог и педагог-политик.